# سامي القباني
سامي القباني (1937- 22 يناير 2017) رائد جراحة القلب المفتوح في سورية. ولد بدمشق في سورية سنة 1937 ودرس في الجامعة الأمريكية في بيروت حيث حصل على شهادة الطب سنة 1962 ثم تابع تخصصه في جراحة القلب والصدر في الولايات المتحدة الأمريكية وعاد إلى سورية سنة 1969 حيث بدأ جراحة القلب المفتوح فيها سنة 1971 وأسس مركز جراحة القلب والأوعية الدموية في جامعة دمشق وكان مديره العام منذ سنة 1975 حتى سنة 2004.

## دراسته الجامعية
بعد أن أنهى دراسته الثانوية بدمشق تابع دراسته في الجامعة الأمريكية في بيروت حيث حصل على شهادة البكالوريوس في العلوم سنة 1958 وشهادة الطب سنة 1962 ثم أنهى تخصصه في الجراحة العامة في مستشفيات جامعة سانت لويس بولاية ميسوري سنة 1966 وفي جراحة القلب والصدر في مستشفى هنري فورد [الإنجليزية] في ديترويت سنة 1968. حصل على شهادة البورد الأمريكي في الجراحة العامة 1968 والبورد الأمريكي في جراحة القلب والصدر 1968. عاد إلى دمشق حيث أصبح أستاذاً مساعداً في جامعة دمشق 1969-1974 ثم أستاذاً مشاركاً 1974-1979 وبروفسورا في الجراحة منذ سنة 1979. أجرى أول عملية قلب مفتوح في سورية سنة 1971 ومنح وسام التقدير الرئاسي السوري من الدرجة الأولى سنة 1972 تقديراً لجهوده الرائدة في تأسيس عمليات القلب المفتوح في سورية. عمل مع جراح القلب العالمي الشهير د. دنتون كولي في معهد تكساس لأمراض القلب في هيوستن 1972-1973، وعاد إلى دمشق ليؤسس مركز جراحة القلب والأوعية الدموية في جامعة دمشق وكان مديره العام منذ 1975 حتى 2004 ورئيساً لقسم جراحة القلب والأوعية الدموية بجامعة دمشق 1997-2004. كما عمل أيضاً مع د. الياس حنا في المعهد الغربي لأمراض القلب في سان فرانسيسكو 1982-1983.

## حياته العملية
بدأ عمليات القلب المفتوح في سورية سنة 1971، وأسس مركز جراحة القلب والأوعية الدموية حيث تابع إجراء هذه العمليات والتدريس في كلية الطب بجامعة دمشق وتخرج كثير من أطباء جراحة القلب والأوعية الدموية في سورية تحت تدريبه وبإشرافه. كما تابع خلال ذلك تحرير المجلة الطبية «طبيبك» بعد وفاة مؤسسها والده د. صبري القباني سنة 1973. وساهم في تأسيس الرابطة السورية لجراحة القلب والأوعية الدموية التي كان رئيسها منذ تأسيسها سنة 1994 حتى 2010، وكذلك شارك في تأسيس جمعية أمراض وجراحة القلب في منطقة البحر الأبيض المتوسط وكان رئيسها منذ تأسيسها سنة 1998 حتى 2009. وكان عضواً في كثير من الجمعيات الطبية المحلية والعالمية مثل جمعية القلب الأمريكية منذ سنة 1983 وأصبح عضواً دائماً في الجمعية الأمريكية لجراحة الصدر منذ سنة 1999. وكان محرراً في عدة مجلات طبية علمية عالمية، وقدم محاضرات علمية باللغة الإنكليزية والعربية في مؤتمرات طبية محلية وعالمية في الأمريكيتين والوطن العربي وآسيا وأوروبا وأستراليا.

## كتبه ومنشوراته
- 16 مجلداً من مجلة طبيبك باللغة العربية
- كتاب «أمراض القلب والأوعية الدموية» منشورات دار طلاس 1992
- أشرف على تأسيس موقع صحتك منذ 2015 وترأس تحريره حتى وفاته في 22 يناير 2017.[2]